# Diakonikon

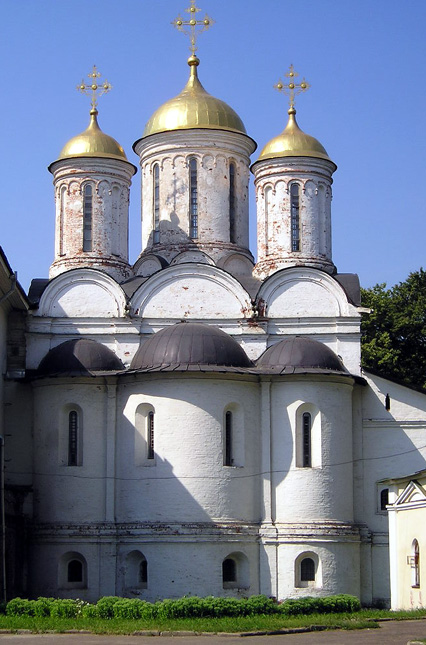
Trojitá apsida pravoslavmého chrámu, diakonikon se nachází v levé apsidě

Schéma pravoslavného chrámu s červeně vyznačeným diakonikonem

Diakonikon (διακονικόν – diakonikon, lat. diaconicum, staroslověnsky diakonik, rus. диаконник – diakonnik) je postranní místnost v pravoslavném chrámu či katolickém kostele, zpravidla jižní. Jejím protějškem je severní místnost zvaná žertvennik (nebo prothesis).

## Užití
První písemné zmínky o užívání diakonikonu pochází ze 4. století. První užití bylo pro přípravu diákonů (jáhnů) před liturgií, zároveň jako místo k vítání biskupa. Postupně začal diakonikon plnit funkci jako sakristie.